# Kelyophis hechti
Kelyophis hechti (лат., от малаг. kely — маленький и др.-греч. ὄφις — змея) — вид вымерших змей из семейства Nigerophiidae инфраотряда Alethinophidia, живших во времена позднемеловой эпохи (маастрихтский век). Типовой и единственный вид в роде Kelyophis.
Видовое название hechti дано в честь Макса К. Гехта (англ. Max K. Hecht), биолога из колледжа Куинс, Городской университет Нью-Йорка.

## История изучения
Голотип (хранится в Университете Антананариву по номером 9682), найденный в формации Maevarano провинции Махадзанга (Мадагаскар), состоит из набора позвонков. Авторы описания новых вида и рода поместили последний в семейство Nigerophiidae.